# Landtagswahl in Bayern 1958
- SPD: 64
- BP: 14
- FDP: 8
- CSU: 101
- BHE: 17

- Regierung: 126
- Opposition: 78

Die Wahl zum 4. Bayerischen Landtag fand am 23. November 1958 statt. 
Die Wahlbeteiligung lag bei 76,6 %.

## Ausgangspunkt
Es galt eine 10-%-Sperrklausel auf Ebene der Bezirke, d. h. eine Partei musste in mindestens einem der Bezirke 10 % der gültigen Stimmen erreichen, um in den Landtag einzuziehen.

## Ergebnis
| Partei | Erst- stimmen | Zweit- stimmen | Summe     | Summe in Prozent | Sitze |
| ------ | ------------- | -------------- | --------- | ---------------- | ----- |
| CSU    | 2.101.645     | 2.091.259      | 4.192.904 | 45,56 %          | 101   |
| SPD    | 1.461.944     | 1.377.356      | 2.839.300 | 30,85 %          | 64    |
| GB/BHE | 399.727       | 393.901        | 793.628   | 8,62 %           | 17    |
| BP     | 392.017       | 350.407        | 742.424   | 8,07 %           | 14    |
| FDP    | 269.145       | 243.199        | 512.344   | 5,57 %           | 8     |
| DRP    | 27.710        | 29.154         | 56.864    | 0,62 %           | –     |
| DP     | 17.882        | 16.555         | 34.437    | 0,37 %           | –     |
| DG     | 15.543        | 16.376         | 31.919    | 0,35 %           | –     |

Nach der Wahl führten CSU, GB/BHE und FDP ihre Koalitionsregierung fort, zunächst unter der Führung von Hanns Seidel (Kabinett Seidel II), ab 1960 unter Hans Ehard (Kabinett Ehard IV).